# Софонизба Ангвисола
Софонизба Ангвисола (1532 — 1625) била је италијанска сликарка ренесансе и барока рођена у Кремоми.

## Биографија
И поред тога што је потицала из оскудне племићке породице стекла је добро образовање, укључујући и знање о ликовној уметности. Њено познавање дијела локалних сликара и сликарске технике направио је преседан да Софонизба постане женски студнет умјетности у конзерваторском друштву у којем је сликарство било намијењено искључиво мушкарцима. Као млада дјевојка одлази у Рим гдје упознаје Микеланђела који одмах препознаје њен сликарски таленат, а потом одлази и у Милано, гдје добија прилику да наслика портрет Војводе од Алба. Шпанска краљица Елизабета Валоа, позната као љубитељ аматерских умјетника, била је задивљена Софонизбиним талентом, те је 1559. године послала званичан позив Софонизби да се придружи њеном двору са чином дворске даме. Захваљујући овоме, касније је постала дворски сликар и портретиста краља Филипа Другог, прилагодивши свој сликарски стил захтјевима шпанске круне. Након краљичине смрти, Филип се залагао за проналазак одговарајућег ктитора за њу. Путујући по свијету, Софонизба је стварала на Сицилији, а потом у Пизи и Ђенови. Преминула је у 93. години живота остављајући иза себе многобројна дјела.
Аутопортрети и портрети чланова њене родбине били су најзаступљенији мотиви у њеним сликама. Каснијих година примат је дала религијским мотивима и портретима у којима је преовладавао сведенији и званичнији стил сликања.
Софонизбино сликање прекинуло је њено погоршање вида и појаве сљепила. Међутим, као велики ентузијаста и борац за већу заступљеност жена у уметничким позивима, наставила је да финансира и потдпомаже младе неафирмисане умјетнице. Њен стваралачки опус имао је утицај на наредне генерације подстичући да се већи број жена озбиљније посвете својим каријерама као умјетнице. Нажалост, велики број њених слика изгубљен је током вијекова, а преостали радови изложени су у галеријама у Бостону, Мадриду, Напуљу, Сицилики, Фиренци, Будимпешти, Бергаму, Брешти и Сијени.
Познати сликар и историчар умјетности Ђорђо Вазари написао је да је Софонизба Ангвисола „показала већу пожртвованост и дарежљивост од било које друге жене њеног времена и достигла велика постигнућа у цртању, бојењу и сликању и стварању ријетких и врло лијепих слика“.